# مذبحة داشينغ

في 18 أغسطس 1966، لقاء ماو تسي تونغ بالطلاب في ميدان السلام السماوي قبل عمليات القتل الجماعي في بكين.

مذبحة داشينغ كان جزءًا من مذبحة أغسطس الأحمر في بكين خلال الثورة الثقافية المبكرة. وقعت في منطقة داشينغ في بكين في الفترة من 27 إلى 31 أغسطس، واستهدفت بشكل أساسي أعضاء الفئات الخمس السوداء. في المجموع قُتل 325 شخصًا في مذبحة 1 سبتمبر 1966، كان أكبر قتيل يبلغ من العمر 80 عامًا، بينما كان الأصغر يبلغ 38 يومًا فقط، وتم القضاء على 22 عائلة.ref name=":32" />
وقعت مذبحة داشينغ بعد أن دعم ماو تسي تونغ علنًا حركة الحرس الأحمر في بكين وشي فوزهي وزير الأمن العام، وأمر بحماية الحرس الأحمر وعدم إلقاء القبض عليهم، في 26 أغسطس 1966 قبل يوم واحد من بدء المجزرة صرح شيه أنه ليس من الخطأ أن يضرب الحرس الأحمر «الأشرار»، وأنه من الجيد قتل «الأشرار». طرق القتل خلال مذبحة داشينغ تضمنت الضرب والجلد والخنق والدوس وقطع الرأس وما إلى ذلك، وعلى وجه الخصوص كانت الطريقة المستخدمة لقتل معظم الرضع والأطفال هي ضربهم بالأرض أو تقطيعهم إلى أنصاف.